# モービル地区
モービル地区(Mobile District)はスペイン領西フロリダの行政上の地域。
1810年9月23日に独立した西フロリダ共和国の一部となった。この地域は、北は北緯31度線、南はメキシコ湾、東はペルディド川、西はパール川を境界にしていた。モービル地区は1812年にアメリカ合衆国に合併され、現在はミシシッピ州とアラバマ州の一部となっている。